# Дулесово
Дулесово — деревня в Сарапульском районе Удмуртской Республики России.

## География
Деревня находится в юго-восточной части республики, в зоне хвойно-широколиственных лесов, в пределах Сарапульской возвышенности, на правом берегу реки Камы, вблизи места впадения в неё реки Волгозихи, при автодороге 94К-11, примерно в 12 км к северу от села Сигаева, административного центра района. Абсолютная высота — 76 метров над уровнем моря.

### Климат
Климат характеризуется как умеренно континентальный, с продолжительной холодной многоснежной зимой и тёплым летом. Среднегодовая температура воздуха — 2,3 °С. Средняя температура воздуха самого тёплого месяца (июля) — 18,3 °C; самого холодного (января) — −13,8 °C. Вегетационный период длится 160—170 дней. Среднегодовое количество атмосферных осадков составляет 548 мм.

### Часовой пояс
Деревня Дулесово, как и вся Удмуртская Республика, находится в часовой зоне МСК+1. Смещение применяемого времени относительно UTC составляет +4:00.

## Население
| 2010 | 2012 |
| ---- | ---- |
| 677  | ↗691 |

### Национальный состав
Согласно результатам переписи 2002 года, в национальной структуре населения русские составляли 77 % из 667 чел.

## История
В переписях и ревизиях Вятского края от 1646 года населенный пункт на месте которого находится деревня Дулесово упоминается под названием Алгаза. Население по данным из переписи составляло 65 жителей на 16 дворов. Предположительно название было дано от названия речки Налгазихи, которая находилась на пустоши Налгаза. (Есть мнение, что название было спутано с названием речки и занесено в перепись не верно.)
«Деревня Дулесова на речке Налгазихе: пашни и перелогу десять длинников, дватцать пять поперечников, итого двесте пятьдесят десятин в три поля. А в одно поле иметца восмьдесят три десятины с третью, а в дву по тому ж.»
В 1678 году в переписи М. С. Супонева Арской дороги Казанского уезда по Сарапульскому уезду упоминается деревня Дулесова. В документе были указаны три человека с фамилией Дулесов, предположительно, являющиеся потомками основателя деревни:
— Матюшко Семенов сын Дулесов
— Васка Романов сын Дулесов
— Анфиногенка Дулесова
«Всего в деревне Дулесове живущих крестьянских семнатцать дворов, людей в них дватцать девять человек, недорослей тритцать три человека; двор вдовей, а в нем три человека недорослей; двор нищего, а в нем три человека, и в том числе два человека недорослей.»